# Black Country Communion
I Black Country Communion sono un supergruppo rock statunitense formatosi nel 2009 dall'unione di varie personalità nello scenario blues rock, hard rock e rock progressivo quali: Joe Bonamassa, chitarrista blues/hard rock; Glenn Hughes, ex cantante e bassista dei Deep Purple; Jason Bonham, figlio del noto batterista John Bonham dei Led Zeppelin; Derek Sherinian, ex tastierista dei Dream Theater.
Kevin Shirley fu scelto per la produzione e il missaggio dei brani in studio.
Nel marzo del 2013, il chitarrista Joe Bonamassa ha dichiarato di voler abbandonare la band, visti i suoi molteplici e concomitanti impegni.
Nell'aprile 2016 il batterista Jason Bonham annuncia che Joe Bonamassa ha proposto di riunire il gruppo per registrare un quarto album che sarà supportato da due concerti nel Regno Unito a gennaio 2018.

## Formazione
- Glenn Hughes – voce, basso
- Joe Bonamassa – chitarra, voce
- Derek Sherinian – tastiera
- Jason Bonham – batteria

## Discografia

### Album in studio
- 2010 – Black Country Communion
- 2011 – 2
- 2012 – Afterglow
- 2017 – BCCIV
- 2024 - V

### Album dal vivo
- 2011 – Live Over Europe

## Videografia

### Album video
- 2011 – Live Over Europe